# Guerra di Corea
La guerra di Corea (conosciuta in Corea del Nord come 조국해방전쟁?, Jogug haebang jeongaengLR, lett. "Guerra di liberazione della patria" e in Corea del Sud come 한국전쟁, Hanguk jeonjaeng, "Guerra coreana") fu il conflitto combattuto nella penisola coreana dal 1950 al 1953. Essa determinò una delle fasi più acute della guerra fredda, con il rischio di un conflitto globale e il possibile utilizzo di bombe nucleari.
La guerra scoppiò nel 1950 a causa dell'invasione della Corea del Sud, stretta alleata degli Stati Uniti, da parte dell'esercito della Corea del Nord comunista. L'invasione determinò una rapida risposta dell'ONU: su mandato del consiglio di sicurezza dell'ONU, gli Stati Uniti, affiancati da altri 17 Paesi, intervennero militarmente nella penisola per impedirne la conquista da parte delle forze comuniste nordcoreane. Dopo grandi difficoltà iniziali, le forze statunitensi, comandate dal generale Douglas MacArthur, respinsero l'invasione e proseguirono l'avanzata fino a invadere gran parte della Corea del Nord. A questo punto intervenne nel conflitto anche la Cina comunista (senza alcuna dichiarazione di guerra ma inviando la quasi totalità delle proprie forze come formazioni di "volontari") mentre l'Unione Sovietica inviò segretamente moderni reparti di aerei, che contribuirono a contrastare l'aviazione nemica. Le truppe dell'ONU, colte di sorpresa, furono costrette a ripiegare sulla linea Suwon-Wonju-Samcheok sita a circa 80 chilometri a sud del confine iniziale tra i due paesi. In seguito a ciò la coalizione ONU tornò nuovamente all'offensiva, recuperando terreno ed espugnando nuovamente la città di Seul, che fu conquistata per quattro volte nel corso della guerra.
La guerra quindi si attestò attorno al 38º parallelo dove continuò con battaglie di posizione e sanguinose perdite per altri due anni fino all'armistizio di Panmunjeom che stabilizzò la situazione e confermò la divisione della Corea.
Durante il conflitto coreano la guerra fredda raggiunse uno dei suoi momenti più critici e sorsero anche gravi contrasti politici all'interno delle stesse fazioni. Cina e Unione Sovietica entrarono in contrapposizione tra loro, ambendo entrambe all'egemonia sul mondo comunista, mentre i dissidi politici all'interno della dirigenza statunitense culminarono con la destituzione, da parte del presidente Harry Truman, del generale MacArthur a causa delle sue idee eccessivamente bellicose e dei suoi propositi di utilizzare bombe atomiche contro il territorio cinese e coreano.
Il numero delle vittime causate dal conflitto è stimato in 2 800 000 tra morti, feriti e dispersi, metà dei quali civili.

## Denominazione
In Corea del Sud, la guerra viene spesso chiamata "6·25" o "Guerra 6·25" (in coreano: 6·25 전쟁, 6·25 jeonjaeng), in base alla data d'inizio del conflitto o, più formalmente, Hanguk jeonjaeng (한국전쟁?, 韓國戰爭?; letteralmente "guerra coreana"). In Corea del Nord, anche se viene comunemente riconosciuta come "guerra di Corea", viene chiamata formalmente Guerra patriottica di liberazione (조국해방전쟁?, 祖國解放戰爭?, Choguk haebang chŏnjaengLR).
Negli Stati Uniti viene generalmente definita Korean conflict, il "conflitto coreano", piuttosto che "guerra", sottolineando così l'assenza di una dichiarazione di guerra da parte del congresso statunitense, che infatti non venne mai proclamata. A livello informale è nota come "la guerra dimenticata" o "la guerra sconosciuta", perché né durante né dopo il suo svolgimento ricevette la stessa attenzione mediatica della seconda guerra mondiale e della guerra del Vietnam.
In Cina, il conflitto è noto come "guerra di resistenza all'America e in aiuto della Corea" (抗美援朝S, kàng Měiyuán CháoP), ma viene comunemente chiamata "guerra di Corea" (朝鮮戰爭T, 朝鲜战争S, Cháoxiǎn zhànzhēngP.

## La spartizione della Corea
Durante le sessioni della conferenza del Cairo, tenutasi nel 1943, un accordo tra Stati Uniti, Regno Unito e Cina prevedeva l'indipendenza della penisola coreana dal Giappone a guerra ultimata e lo status di "nazione neutrale". L'Unione Sovietica accettò questa mozione, sebbene l'URSS confinasse per un breve tratto col nuovo stato che si sarebbe venuto a creare.
Nell'agosto 1945, in contemporanea con gli attacchi nucleari statunitensi su Hiroshima e Nagasaki, i sovietici denunciarono il trattato di non belligeranza che avevano stipulato coi giapponesi nel 1941 a seguito degli scontri cruenti sfociati nella battaglia di Khalkhin Gol al confine tra la Mongolia e la regione cinese di Manciuria, occupata dai giapponesi nel 1931. La Mongolia era indipendente dalla Cina dal 1911 e retta da un governo comunista e filosovietico fin dal 1921; questi scontri avevano visto vincitrice l'Armata Rossa sull'esercito nipponico nel 1939.
Nell'estate del 1945 in tre settimane i sovietici occuparono tutta la Manciuria, le isole Curili, la parte meridionale dell'isola di Sachalin e la penisola coreana fino al 38º parallelo, dove incontrarono gli statunitensi che la stavano occupando a partire dalla regione meridionale. I sovietici furono i primi a penetrare da settentrione il confine coreano (sia provenendo dalla Manciuria cinese, appena sottratta al controllo giapponese, sia direttamente dal territorio dell'Estremo Oriente Russo, che possiede un confine comune con la Corea di circa 20 km). L'evacuazione dei giapponesi si completò il 16 agosto. Al momento della resa nipponica (2 settembre 1945), la situazione si configurava secondo una divisione temporanea. Gli statunitensi che, fino a quel momento, se ne erano completamente disinteressati, iniziarono a temere l'accerchiamento comunista del Giappone.
Fu a quel punto che il comando strategico statunitense inviò a Stalin una carta geografica della penisola coreana tratta da un numero del National Geographic, che recava un tratto di penna a demarcazione del 38º parallelo. Stalin accettò il confine. Nel valutare questa sua decisione occorre considerare che l'URSS non era ancora in possesso della bomba atomica, e che in Cina i comunisti erano ancora minoritari e il teatro coreano non era considerato primario rispetto a quello europeo, sebbene stessero sorgendo comitati popolari coreani comunisti in tutta la penisola con l'obiettivo di fare del paese un satellite di Mosca, tanto più che il Partito Comunista Coreano aveva sede a Seul, nella sfera di occupazione americana e futura capitale della Corea del Sud.
A metà settembre 1945, gli statunitensi presero possesso della penisola coreana a sud del 38 parallelo, ove s'installò un regime allineato alle potenze occidentali. Tutte le potenze vincitrici accettarono la spartizione in attesa che un governo nazionale s'insediasse. Ma, dal 1946, la guerra fredda investì anche l'estremo oriente e nessun governo unitario poté esser eletto. Nel 1947 l'ONU fissò le date per le elezioni generali, ma ai suoi funzionari fu impedito l'ingresso nella zona d'occupazione sovietica.
L'8 settembre 1945 il generale di corpo d'armata degli Stati Uniti John R. Hodge arrivò a Incheon per imporre il governo militare a sud del 38º parallelo secondo quanto stabilito con i sovietici.
Quattro giorni dopo il suo arrivo in Corea, Hodge disse ai suoi ufficiali che la Corea "era un nemico degli Stati Uniti".
Investito del ruolo di governatore militare, il generale Hodge controllava direttamente la Corea del Sud per mezzo del Governo militare dell'esercito degli Stati Uniti in Corea (USAMGIK, 1945-48).
Per mantenere l'ordine e una continuità nazionale Hodge lasciò in posizioni chiave molti precedenti ufficiali giapponesi, ritenendo di poterli sostituire gradualmente nel tempo con civili americani e coreani istruiti ai nuovi compiti. Dovendo far fronte al crescente dissenso popolare, Hodge istituì il Korean Advisory Council. La maggioranza dei seggi del consiglio fu assegnata ai membri del Partito Democratico Coreano, formato su incoraggiamento degli Stati Uniti e composto principalmente da grandi proprietari terrieri, affaristi e ufficiali del precedente governo coloniale. Ad alcuni membri del PRK fu offerto di aggregarsi, ma rifiutarono e per contro criticarono il consiglio di collaborazionismo con i giapponesi.
L'USAMGIK rifiutò di riconoscere il governo provvisorio della neonata Repubblica Popolare di Corea (PRK), accusandola di sospetto comunismo.
Queste politiche annullarono la sovranità del popolo coreano, provocarono insurrezioni e guerra civile. Si giunse così all'insediamento di due regimi antitetici nelle rispettive zone d'influenza: il 13 agosto 1948 il governo sudcoreano venne istituito e cominciò la repressione dei comunisti; il 9 settembre 1948 fu la volta della Corea del Nord a dichiarare la propria sovranità e dopo soli tre mesi, nel dicembre 1948, furono richiamate le truppe russe d'occupazione. Nonostante le proteste degli alti vertici sudcoreani, anche gli statunitensi completarono l'evacuazione (giugno 1949). Iniziò, a questo punto, un biennio di guerra non dichiarata tra le due Coree, fatta di continue scaramucce e imboscate al confine, di repressione interna delle rispettive opposizioni, di attentati, provocazioni, sanguinose rappresaglie, fino al fatale 25 giugno 1950.
La penisola coreana venne quindi divisa in due zone lungo la linea del 38º parallelo: nell'area settentrionale (abitanti 8330000) si era formato un governo comunista filosovietico con capitale a Pyongyang, presieduto da Kim Il-sung, e in quella meridionale (abitanti 19370000) un governo nazionalista filostatunitense con capitale a Seul presieduto da Syngman Rhee. Entrambi gli stati avevano, come priorità, il disegno della riunificazione nazionale. Nell'ottobre 1949, in concomitanza della vittoria definitiva dei comunisti in Cina, i nordcoreani iniziarono a organizzare l'offensiva che avrebbe dovuto annettere la parte meridionale della penisola..

## Le fasi preparatorie del conflitto
Nel giugno 1950, al momento dell'inizio del conflitto armato, la parte di Corea sotto il controllo comunista era meglio armata e più sviluppata industrialmente della parte sotto controllo statunitense. Kim Il-sung aveva da poco compiuto 38 anni, oltre metà dei quali trascorsi sui teatri di guerra. Infatti egli era nato nel 1912 nel povero villaggio di Mangyongdae, non lontano dall'odierna capitale nordcoreana Pyongyang, da una famiglia di modeste condizioni. La Corea, al tempo, era una provincia dell'Impero nipponico e i suoi genitori erano ferventi presbiteriani, tanto che Kim, già da piccolo, aveva imparato a suonare l'organo in chiesa. In seguito all'attività politica antigiapponese del padre, nel 1920 la famiglia fu costretta a emigrare in Manciuria, la regione cinese che si estende al di là del fiume Yalu, che segna il confine fra i due stati.
Qui, in seguito alla morte del padre, nel 1925 Kim aderì al neonato Partito Comunista di Corea, fondato nel 1925, e nel 1929 venne condannato a due mesi di carcere dalle autorità cinesi proprio a causa della sua militanza politica. Quando i giapponesi invasero la Manciuria, Kim si unì ai guerriglieri comunisti cinesi, che operavano contro le truppe d'occupazione nipponiche. Nel frattempo, anche in Corea s'era diffusa una guerriglia di stampo comunista, che dette sempre filo da torcere al Giappone fino alla sconfitta da esso subìta nel settembre 1945. Assieme ai guerriglieri comunisti cinesi e coreani, a partire dal 1932 Kim seguì diversi corsi d'indottrinamento politico-militare, a Chabarovsk, in Unione Sovietica; alla fine degli anni trenta era assurto al grado di capitano dell'Armata Rossa.
Dal 1946 era rientrato in Corea ed era stato eletto, su nomina delle forze sovietiche d'occupazione, capo del "Comitato popolare provvisorio", in quanto il Partito Comunista Coreano aveva formalmente sede a Seul, nel settore d'occupazione statunitense. Per il 1948 era evidente che l'immediata riunificazione della Corea non era possibile, visti i dissidi tra statunitensi e sovietici, e i sovietici nominarono Kim primo ministro della neonata Repubblica Popolare Democratica di Corea (RDPC). Va ricordato, però, che la nascita della Repubblica Nordcoreana avvenne solo nel settembre del 1948, un mese dopo la nascita della Repubblica Sudcoreana, cosa che Kim Il-sung non poteva accettare. Seguendo il percorso tipico dei paesi satelliti dell'Unione Sovietica, il Partito comunista si "fuse" con diversi gruppi più piccoli per formare il Partito del Lavoro della Corea del Nord, il quale nel 1949 si fuse con la sua controparte sudcoreana per diventare il Partito del Lavoro di Corea, con Kim alla presidenza. Il Partito comunista venne subito bandito dalla Corea del Sud e subì diverse persecuzioni. All'invasione del 1950 Kim si stava preparando da tempo, visto che sia egli sia l'intera popolazione nordcoreana era stata indottrinata da tempo:
- Fra il 1946 e il 1949 oltre 10 000 giovani ufficiali nordcoreani erano stati inviati nelle accademie militari sovietiche a studiare.
- Nel 1948 era stata introdotta in Corea del Nord la leva obbligatoria e l'intera popolazione era stata militarizzata.
- Tra il 1947 e il 1949 ben due divisioni di volontari nordcoreani, in tutto 40 000 uomini, avevano combattuto nella guerra civile cinese a fianco dei comunisti di Mao Tse-tung contro i nazionalisti di Chiang Kai-shek, al potere e aiutati dagli statunitensi.

L'alto comando nordcoreano si stava preparando da mesi al conflitto; al termine della guerra civile cinese, nel settembre 1949, il rimpatrio delle divisioni nordcoreane aveva dotato Kim Il-sung di uomini ben temprati e pratici di tattiche militari avanzate. Dal dicembre 1949 la punta di diamante delle forze armate nordcoreane era già concentrata a ridosso del confine tra le due Coree ed ammontava a 150 000 uomini, 280 carri armati, 210 aerei da combattimento. Il conflitto armato scoppiò solo dopo che fu certa la sconfitta della guerriglia comunista sudcoreana appoggiata da circa 5 000 partigiani introdotti dalla Corea del Nord. In tarda primavera Kim si rese conto che la sola guerriglia non avrebbe mai potuto aver successo e di conseguenza il mese dopo venne sferrato l'attacco frontale. La data d'inizio del conflitto (25 giugno 1950) non è casuale: essa cadeva nel primo anniversario della brutale repressione che, nella Corea del Sud, aveva visto lo smantellamento del Partito Comunista di Corea, che condusse a una strage di 30 000 persone, comunisti, ma anche gente comune ("insurrezione di Jeju", 25 giugno 1949).
Kim Il-sung, in sostanza, seguiva la cosiddetta "strategia del doppio binario": aiutava militarmente il Partito Comunista Coreano nella guerriglia e nell'insurrezione, ma già dal febbraio 1950 erano state sospese le licenze ai militari, e dal mese successivo era stata istituita la mobilitazione generale (in gran segreto) e si stavano allestendo i piani d'attacco in previsione dell'invasione. L'esercito nordcoreano si esercitava per interi mesi nelle valli montane al confine della Cina (ed anche in Manciuria, quindi in territorio cinese), ben lontano da occhi indiscreti. Al tempo, poi, erano ben di là dal venire le ricognizioni aeree strategiche. Nel marzo 1950 i comunisti cinesi avevano invaso l'isola di Hainan cacciandone la guarnigione nazionalista ed eliminando una possibile base per la flotta statunitense, mentre la guerriglia comunista vietnamita stava rendendo precaria la situazione militare francese nelle regioni montuose al confine con la Cina (e gli statunitensi erano attivamente impegnati sia nella protezione di Taiwan dalla progettata invasione cinese sia nel soccorso logistico alla Francia in Vietnam).
Per terminare, gli statunitensi non avevano avuto sentore di pericolo in Corea del Sud, in quanto la mobilitazione dei nordcoreani era avvenuta in segreto: ci furono continue scaramucce di confine, ma erano deboli e routinarie. Solo una nota della CIA aveva avvertito che interi villaggi nordcoreani limitrofi al confine erano stati segretamente evacuati e che lo stato maggiore nordcoreano avesse ricevuto dai sovietici un piano d'invasione dettagliato e che il tutto fosse stato effettuato senza l'utilizzo di telefono o telegrafo, bensì di mano in mano, il che lasciava adito al dubbio di un possibile attacco, ma la nota non venne ritenuta credibile a Washington. Il segretario di Stato, Dean Acheson, pronunciò il 12 gennaio 1950 al Circolo della Stampa di Washington un celebre discorso nel quale sostenne che, per l'amministrazione Truman, la Corea non rientrava tra gli interessi americani e neppure nel perimetro difensivo statunitense. All'alba del 25 giugno 1950, gran parte delle forze armate statunitensi era stata ritirata e ridispiegata dalla Corea del Sud a Taiwan. La Corea del Sud poteva unicamente contare su meno di centomila soldati con scarso addestramento ed equipaggiamento, diverse migliaia dei quali neppure fidati, che avevano seguito unicamente corsi di controguerriglia. Nelle retrovie si trovavano soltanto 50000 poliziotti con pochissimi aerei da combattimento (soprattutto ricognitori leggeri), nessun elicottero, poche decine di carri armati leggeri, nessun naviglio e nemmeno motovedette costiere; pochissime le artiglierie pesanti e scarse pure le leggere.
Questo divario di forze e di preparazione tecnica spiega la fulminea avanzata nordcoreana all'inizio del conflitto. Kim Il-sung, inoltre, attaccò senza una iniziale formale dichiarazione di guerra. Soltanto alle 11 del mattino del 25 giugno, sette ore dopo l'inizio delle ostilità, giunse la formale dichiarazione di guerra nordcoreana, prendendo a pretesto un presunto sconfinamento degli avversari nel settore di Henju, una città nordcoreana situata presso il confine.

## Lo scontro armato

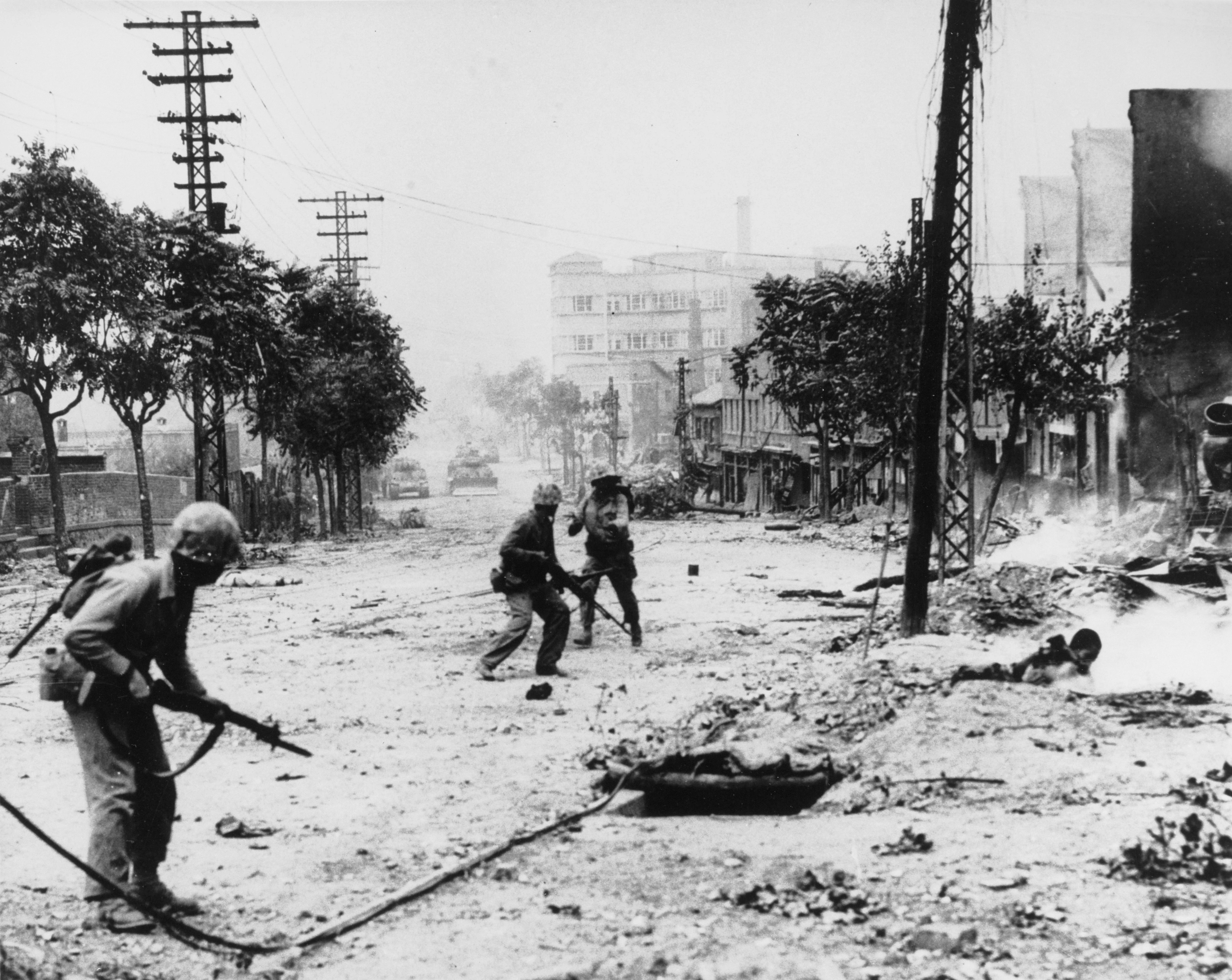
Soldati statunitensi alla conquista di Seoul.

L'attacco alla Corea del Sud fu proposto dal leader nordcoreano - nell'ottica di una riunificazione nazionale - sia all'Unione Sovietica che alla Repubblica Popolare Cinese già nell'autunno del 1949. Il leader sovietico Stalin e quello cinese Mao Tse-tung acconsentirono per motivi diversi: Stalin, fresco del cocente danno d'immagine conseguente al blocco di Berlino da lui iniziato nel 1948, cui gli statunitensi risposero col ponte aereo, era deciso a "studiare" l'entità della potenza rivale.
Mao, invece, era debitore al leader nordcoreano, il quale aveva inviato parte del suo esercito a sostenere i comunisti cinesi nella guerra civile cinese del 1946-1949. Stalin promise solo aiuti bellici e forniture alimentari, invece Mao appoggiò i nordcoreani anche con istruttori militari e mise a disposizione anche aeroporti in Manciuria, ritenuti, a torto, al sicuro dai bombardamenti statunitensi. Nell'aprile 1950 il governo nordcoreano accusò pubblicamente l'esercito sudcoreano di aver effettuato 2 617 incursioni armate oltreconfine per compiere omicidi mirati, razzie, rapimenti, saccheggi, incendi dolosi allo scopo di turbare l'ordine sociale, di fomentare disordini, di guadagnare posizioni strategiche a ridosso del confine.
Il 30 maggio, il presidente-dittatore della Corea del Sud, Syngman Rhee, aveva perso la maggioranza assoluta che deteneva in Parlamento dalla dichiarazione d'indipendenza, fatto ampiamente sfruttato dalla propaganda avversa sia interna (i simpatizzanti comunisti erano assai numerosi anche nella Corea del Sud) sia esterna. Come misura falsamente distensiva, il dittatore nordcoreano Kim Il-sung propose un'elezione generale per l'intera penisola riunificata, da tenersi tra il 5 e l'8 agosto 1950, e la settimana dopo (l'11 giugno) inviò tre plenipotenziari a Seul per negoziare un piano di pace complessivo in vista di una futuribile conferenza circa un'assemblea costituente da tenersi a Haeju tra il 15 ed il 17 giugno 1950, sicuro però che gli articoli della proposta fossero talmente provocatori da risultare inaccettabili dal governo sudcoreano.
Il 21 giugno 1950 tutto l'esercito nordcoreano aveva terminato in gran segreto la mobilitazione generale e si era portato a ridosso del confine rappresentato dal 38º parallelo. Nuovamente, la Corea del Nord accusò l'esercito della Corea del Sud di aver iniziato un pesante bombardamento d'artiglieria nei due giorni che precedettero l'attacco nordcoreano, ovvero il 23 e 24 giugno 1950, e addirittura di esser penetrato per diverse ore nella città nordcoreana di Haeju. Nel tardo pomeriggio di venerdì 23 giugno 1950, osservatori militari statunitensi di pattuglia lungo il confine notarono un incremento del numero di truppe nordcoreane a ridosso della linea di demarcazione, ma non ritennero la cosa preoccupante, scambiando l'attività del nemico per un'esercitazione militare innocua. Il dittatore nordcoreano contava su alcuni fattori - oltre alla sorpresa - per scatenare l'attacco, quali: la debolezza industriale e militare della Corea meridionale, la presenza di numerosi simpatizzanti comunisti anche al sud, il massiccio rifornimento di aerei a reazione e di carri armati da parte dei sovietici e la contemporanea apertura dei mondiali di calcio in Brasile, che avrebbero distolto almeno parzialmente l'attenzione dei mass-media.

## L'attacco nordcoreano e l'invasione della Corea del Sud

Svolgimento della guerra. Si noti come all'inizio il confine era dato dal 38º parallelo, mentre alla fine venne fissato dalle forze in campo

Dopo ripetute violazioni del confine e scaramucce che si protraevano da quasi un anno, l'esercito nordcoreano, forte di 350 000 uomini, con 500 carri e 2000 pezzi d'artiglieria, addestrati da mesi (dal febbraio 1950 erano in "stato di allerta"), su ordine di Kim Il-sung aprì un potente e continuato fuoco d'artiglieria a partire dalle ore 4 del mattino di domenica 25 giugno 1950, approfittando anche della giornata piovosa. Pochi minuti dopo che le batterie di obici nordcoreane, dislocate lungo il confine rappresentato dal 38º parallelo, avevano riversato sulle posizioni avversarie una valanga di colpi, dieci divisioni di fanteria e una divisione corazzata attraversarono la frontiera.
La guerra prese avvio, nel settore ovest, nella zona di confine limitrofa alla città di Kaesŏng (allora nella Corea del Sud, oggigiorno nella Corea del Nord a causa dello spostamento del confine in base alla linea d'armistizio), dove la IV divisione di fanteria nordcoreana iniziò a martellare pesantemente le posizioni sudcoreane. In confronto, l'esercito sudcoreano era - almeno in questo primo momento - del tutto disorganizzato: contava meno di 100 000 uomini, mal armati e peggio addestrati. La direttrice principale dell'avanzata nordcoreana fu invece rappresentata dalla strategica penisola di Ongjin (oggigiorno integralmente appartenente alla Corea del Nord in séguito allo spostamento del confine sito lungo la demarcazione armistiziale del 1953), che il confine lungo il 38º parallelo assegnava alla Corea del Sud, nel contempo isolandola dalla continuità territoriale, in quanto il territorio che collega la penisola al resto della Corea si trova a settentrione del parallelo in questione.
L'esercito sudcoreano era addestrato più per compiti di polizia interna o al massimo per azioni di controguerriglia. Le riserve erano inesistenti, a meno di non contare 50 000 poliziotti. L'artiglieria pesante era inesistente e i carri armati e gli aerei da combattimento ammontavano soltanto a poche decine di esemplari antiquati, lenti e male armati. La Corea del Sud non diede la notizia dell'attacco prima delle ore dieci antimeridiane, circa sei ore dopo l'invasione, che stava procedendo speditamente. Già nel pomeriggio del primo giorno di guerra, aerei nordcoreani bombardarono l'aeroporto di Seul e la ex base statunitense di Gimpo. L'inizio del conflitto fu fulmineo, sia a causa della mancata dichiarazione di guerra da parte della Corea del Nord sia a causa della trascuratezza in cui versava l'esercito sudcoreano. Mentre le sue truppe erano già penetrate profondamente in territorio nemico, oramai alle porte di Seul, Kim dichiarò ufficialmente la guerra alle 11 del mattino, adducendo il pretesto di un presunto attacco nemico presso Haeju, una località non lontana dal confine del 1950 (in seguito alle vicende belliche, il confine antecedente l'inizio della guerra non corrispose più a quello successivo).
Il giorno dopo, il 26 giugno, rimasta inapplicata la risoluzione dell'ONU del 25 giugno per il cessate il fuoco con ripristino dello status quo, i nordcoreani continuarono a dilagare, senza curarsene, cosicché i cittadini statunitensi vennero evacuati via mare dal porto di Incheon all'approssimarsi degli invasori. Il 27 giugno, Kim decretava la generale chiamata alle armi per liberare il paese, mobilitando anche i riservisti, l'ambasciata statunitense di Seul venne evacuata, mentre a New York si riuniva il consiglio di sicurezza dell'ONU, che decretava sanzioni economiche contro la Corea del Nord. Il primo scontro tra statunitensi e nordcoreani avvenne il 27 giugno, quando il V stormo dell'USAF abbatté tre aerei nemici mentre appoggiava l'evacuazione dei civili da Seul. Il presidente statunitense Harry Truman, quasi contemporaneamente, ordinava alla marina e all'aviazione di intervenire in aiuto alla Corea del Sud. Un piccolo drappello di truppe statunitensi - del tutto inadeguato però ad arginare l'esercito invasore - era già sul posto.
Fu solo allora che il mondo fu portato a conoscenza che, nella notte del 25 giugno 1950, truppe nordcoreane costituite da circa 120000 uomini, su dieci divisioni, avevano varcato simultaneamente il confine e invaso il sud, che disponeva in quel momento di sole quattro divisioni, occupando Seul, distante appena 40 km dal confine. Il 27 giugno 1950, grazie all'assenza di Jakov Malik, delegato sovietico (ritiratosi per protesta contro la presenza della sola Cina nazionalista nell'ONU), gli Stati Uniti ottennero dal consiglio di sicurezza un voto favorevole all'intervento militare con la risoluzione N° 83, con il solo voto contrario della Jugoslavia. Il presidente statunitense Harry Truman, il 28 giugno, il giorno successivo alla condanna pronunciata dall'ONU, ordinò di contrastare l'avanzata dei nordcoreani, indeciso se fornire unicamente appoggio logistico e consiglieri militari all'esercito sudcoreano in rotta, oppure se accettare la proposta del generale McArthur, proconsole americano in Giappone, circa l'invio di truppe americane. Alla fine prevalse la seconda opzione e il 7 luglio nominò il generale Douglas MacArthur capo del FEC (Far East Command).
Il FEAF (Far East Air Force) statunitense, agli ordini del tenente generale George E. Stratemeyer, iniziò subito a intercettare l'aviazione nordcoreana a sud del 38º parallelo, venendo attaccato a sua volta. In risposta, l'indomani bombardieri statunitensi Boeing B-29 Superfortress bombardarono per la prima volta il territorio nemico, attaccando l'aeroporto della capitale nordcoreana Pyongyang. Per tutto il mese successivo, le poche forze di terra statunitensi impiegate man mano che arrivavano non furono in grado di fermare l'avanzata nordcoreana. L'1 e 2 luglio 3 battaglioni di fanteria Usa furono duramente battuti, il 16 luglio vi fu il massacro di Tunam ed il 20 luglio a Tachon, la 24ª divisione di fanteria, frettolosamente inviata al fronte, perse 6000 uomini e il suo comandante William F. Dean fu catturato. Il sacrificio della Task Force Smith consentì di rallentare, ma non di arrestare l'offensiva nemica, permettendo però di organizzare un perimetro difensivo attorno alla città portuale di Busan, nell'estrema porzione sudorientale della penisola coreana (il cosiddetto "quadrilatero di Busan", contro il quale per due mesi s'infransero gli attacchi nordcoreani). Soltanto l'aviazione statunitense riusciva a ritardare l'avanzata nemica, mentre il governo Usa inviava ingenti rinforzi in Giappone per costituire l'8ª Armata al comando del generale Walton Walker. Il quartier generale avanzato fu posto nella città di Taegu, nella Corea del Sud, il giorno 24 luglio. Il Giappone garantì l'utilizzo di basi militari sul proprio territorio metropolitano ed anche supporto navale. Fu grazie al tiro continuo degli obici delle corazzate statunitensi e dei continui raid aerei che i nordcoreani non poterono utilizzare la strada costiera orientale, di grande importanza strategica, per sopraffare le difese terrestri a protezione della città portuale di Busan.
Nel frattempo, su mandato delle Nazioni Unite, si creò una forza internazionale costruita ed organizzata dagli Stati Uniti e comprendente 18 paesi aderenti all'ONU: Corea del Sud, Stati Uniti d'America, Gran Bretagna, Canada, Australia, Filippine, Turchia, Paesi Bassi, Francia, Nuova Zelanda, Thailandia, Etiopia, Grecia, Colombia, Belgio, Sudafrica, Lussemburgo, e come supporto navale Giappone (che ancora non faceva parte dell'ONU). Vi era anche personale medico proveniente da Danimarca, Norvegia, India, Svezia e Italia (anche se quest'ultima ancora non faceva parte dell'ONU). Gli alti vertici militari statunitensi diramarono un comunicato alle truppe combattenti in cui s'impegnavano "a concludere la campagna bellica entro Natale (del 1950) con l'occupazione dell'intera nazione coreana e a riportare a casa le truppe entro il Capodanno" (s'intende del 1951).

## Il contrattacco delle Nazioni Unite e l'invasione della Corea settentrionale

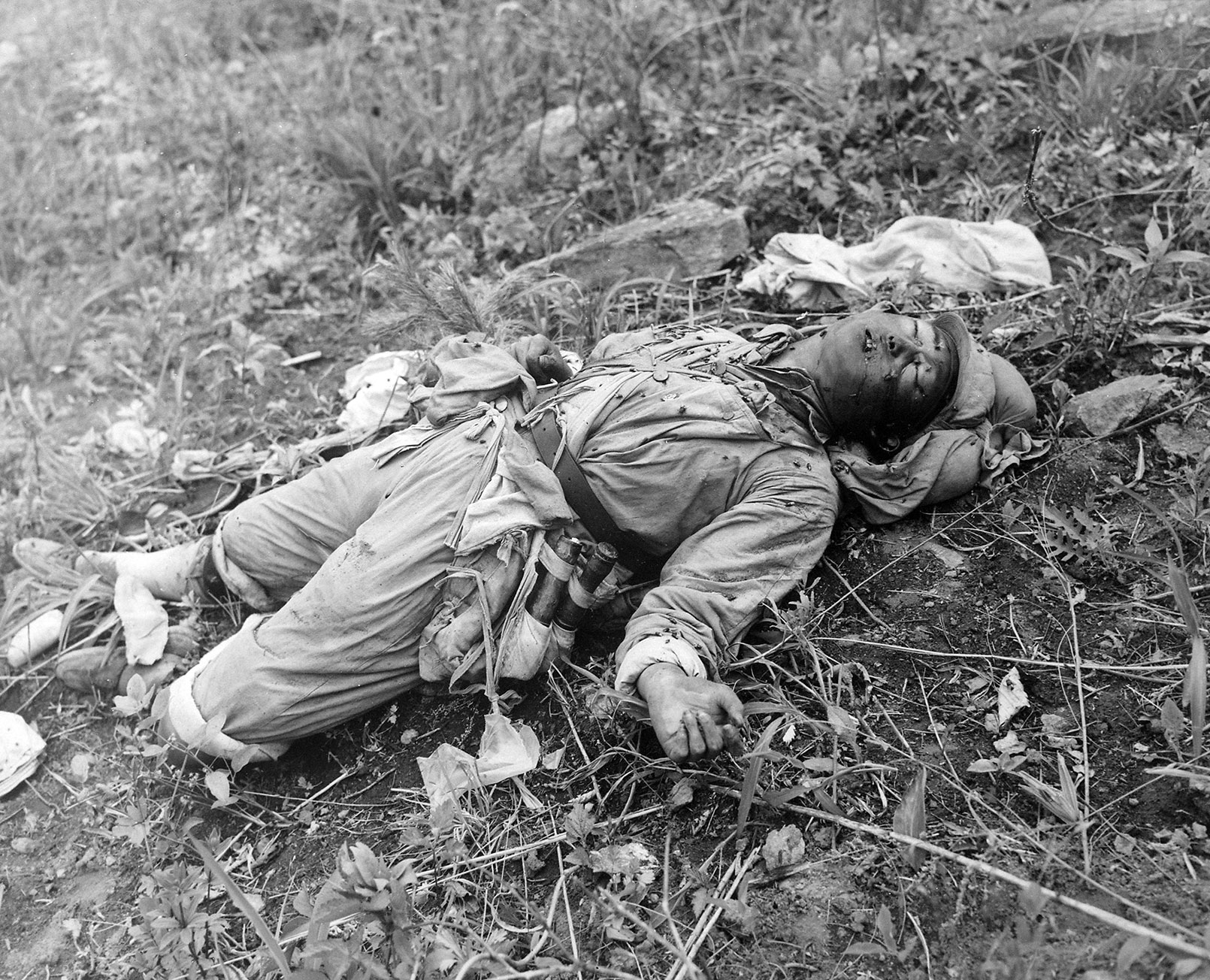
Corpo di un soldato cinese ucciso, 1951

Sotto la guida del generale Douglas MacArthur le truppe dell'ONU riuscirono a rallentare l'avanzata nordcoreana, dilagata nella Corea del Sud, dove resisteva solo la zona di Busan, fino a bloccarla del tutto, poi presero l'iniziativa con una controffensiva lanciata il 25 settembre, che in breve risalì fino al 38º parallelo e poi (7 ottobre 1950) penetrò profondamente nel territorio del nord.
Precedentemente, il 3 agosto erano stati fatti saltare i ponti sul fiume Naktong per ritardare la penetrazione nordcoreana nell'ultimo lembo di territorio sudcoreano rimasto libero. Proprio i durissimi scontri su questo corso d'acqua bloccarono definitivamente l'avanzata fino a quel momento inarrestabile dei nordcoreani. Sebbene gli invasori avessero in più punti attraversato il fiume, erano stati prontamente ricacciati indietro. Il primo scontro tra l'esercito nordcoreano e quello alleato avvenne il 5 agosto, ma l'avanzata nemica era talmente fulminea che MacArthur optò per creare una testa di ponte fortificata nell'estremo lembo sudorientale della Corea, in quello che è passato alla storia come il "perimetro (o quadrilatero) di Busan" (un ritaglio di territorio lungo 140 km e largo 90 km col fiume Naktong a coprire il lato settentrionale e occidentale e il Mar del Giappone a coprire i restanti due lati), ove concentrare abbastanza truppe per resistere agli invasori e - nel frattempo - pianificare uno sbarco alle loro spalle al fine di chiuderli in una tenaglia. Gli strateghi cinesi previdero quest'eventualità e consigliarono ai nordcoreani di retrocedere, ma non vennero ascoltati. Anche l'aviazione statunitense che si scontrava con i Mig 15 coreani e cinesi di fabbricazione sovietica aveva migliorato le sue capacità, affiancando e in parte sostituendo i Lockheed P-80 Shooting Star e i Republic F-84 G Thunderjet - inferiori agli aerei russi - con i più moderni e prestanti North American F-86 Sabre.
La controffensiva si concretizzò il 15 settembre, quando il maggior generale Edward M. Almond condusse un attacco anfibio contro il porto di Incheon, vicino al 38º parallelo, con il X Corpo. Scopo dello sbarco era quello di prendere alle spalle l'esercito nordcoreano, che si era spinto eccessivamente lontano dalle proprie linee di rifornimento, che, in tal modo, potevano esser agevolmente "tagliate" dalla controffensiva statunitense, e, nel contempo, prenderlo tra due fuochi mantenendo il cosiddetto "quadrilatero di Busan" in mano statunitense. Inoltre, Incheon è situata a una quarantina di chilometri dalla capitale sudcoreana Seul. Lo sbarco a Incheon fu preceduto da un'operazione dei servizi segreti statunitensi, che si avvalsero della collaborazione dei reparti di commando della marina. Infatti, la notte del 1º settembre 1950, il Servizio informazioni della Marina inviò un gruppo di ricognitori (nome in codice "operazione Trudy Jackson") sotto il comando del tenente di vascello Eugene F. Clark sull'isola di Yonghung-do all'imbocco del porto di Incheon per rilevare la consistenza delle difese nordcoreana e l'entità delle loro truppe.
I dati trasmessi vennero utilizzati per bombardare a tappeto col napalm la fortezza di Wolmi-do, anch'essa sita sulla spiaggia d'Incheon, in diverse ondate a partire dal 13 settembre. I 43 bombardieri che eliminarono le forze nordcoreane trincerate nella fortezza resero possibile lo sbarco in tre spiagge limitrofe a Incheon, la prima delle quali (Pohang-Goryongpo) venne raggiunta già alle ore 6:30 antimeridiane del 15 settembre. La battaglia di Incheon era già virtualmente terminata alle 19:50 dello stesso 15 settembre, sebbene sacche di resistenza nordcoreane tennero testa agli statunitensi ancóra per quasi un'intera giornata. Lo stile dell'operazione anfibia era quello tipico dei grandi sbarchi statunitensi dell'appena terminata seconda guerra mondiale, dall'invasione della Sicilia a quella della Normandia, per non parlare di quelli operati contro il Giappone cinque anni prima.

Lo scopo dell'operazione era stato pienamente raggiunto: prendere alle spalle le armate nordcoreane, che non si aspettavano un attacco tanto ardito 200 km più a nord, intrappolarle e tagliar loro le esili linee di rifornimento, oramai troppo allungate per opporre una significativa resistenza e, soprattutto, di costringere i nemici a togliere l'assedio a Busan, la cui guarnigione ora poteva esser "alleggerita" e contribuire efficacemente al contrattacco, che nel volgere di sole tre settimane avrebbe ripulito l'intera Corea del Sud dalla presenza dell'esercito invasore. Le forze nordcoreane, che da settimane premevano inutilmente contro il perimetro di Busan circa 200 km più a sud, improvvisamente scoprirono di rischiare di rimanere intrappolate in una gigantesca sacca, qualora da Incheon, senza particolare difficoltà, le forze delle Nazioni Unite avessero letteralmente "tagliato in due" la penisola coreana. A questo punto fu il panico tra gli invasori e la loro ritirata fu improvvisa e caotica. In breve, l'esercito nordcoreano cessò di costituire un valido strumento offensivo e ripiegò rovinosamente in due settimane oltre il confine. Massacri di popolazione inerme vennero compiuti dai nordcoreani in ritirata.
Già il 17 settembre venne recuperata Seul e il 26 settembre venne ripreso l'aeroporto della capitale, mentre dal perimetro di Busan i mezzi corazzati statunitensi iniziavano a eliminare le sacche di resistenza nordcoreane a sud di Seul. Il 28 settembre venne raggiunto il 38º parallelo, il confine ufficiale tra le due Coree. Il 29 settembre il presidente Truman autorizzò sia il dispiegamento dell'aviazione nelle basi della Corea del Sud che l'attraversamento del confine con lo scopo di liquidare il regime comunista nordcoreano. A questo punto gli statunitensi iniziarono sistematicamente a martellare con bombardamenti aerei continui i centri militari e produttivi nemici. Il 7 ottobre cominciarono le scaramucce sul confine, mentre venivano bombardate le città nordcoreane, le linee di rifornimento, le linee ferroviarie, i porti. Il 9 ottobre, reparti sudcoreani - lungo la zona orientale del confine - e la VIII armata statunitense - a Kaesŏng - varcarono il 38º parallelo, occupando il 10 ottobre Wŏnsan e il 19 ottobre Pyongyang. Nel frattempo, l'esercito nordcoreano aveva praticamente cessato di esistere e il leader nordcoreano volò a Pechino a implorare l'aiuto cinese, dopo aver ricevuto un secco rifiuto da Stalin in tal senso. Il 26 ottobre le forze sudcoreane presero Chosan, città nordcoreana sulla riva destra del fiume Yalu. Era stato raggiunto il confine cinese e quel che rimaneva del territorio nordcoreano era diviso praticamente in due.
Nonostante i ripetuti ammonimenti cinesi a non invadere il territorio nordcoreano e - soprattutto - a non raggiungere il confine cinese, e nonostante le fotografie della ricognizione aerea statunitense, che mostravano senz'ombra di dubbio che ben 850 000 soldati cinesi erano stati ammassati lungo il fiume Yalu, a ridosso del confine con la Corea del Nord, nel bimestre settembre-ottobre gli statunitensi presero la città portuale di Chongjin ai primi di novembre. Il generale MacArthur aveva addirittura dichiarato alla stampa di non credere affatto a un loro intervento nel teatro bellico. Mentre l'Unione Sovietica si limitò ad appoggiare logisticamente il governo della Corea comunista, la Repubblica Popolare Cinese partecipò ai combattimenti inviando in Corea - già il 18 ottobre 1950 - oltre 180 000 soldati del XIII gruppo d'armata, alle cui spalle erano pronti altri 120 000 uomini di rincalzo, "volontari" che in breve ricacciarono le truppe dell'ONU al di là del 38º parallelo facendo svanire le speranze di MacArthur in una facile vittoria.

## Il dissidio sovietico-cinese
I rapporti tra Mao e Stalin non furono sempre brillanti, già prima della lunga marcia maoista, i cinesi faticavano a riconoscere a Stalin il ruolo di guida nel campo comunista internazionale. Dissapori si ebbero anche durante il primo viaggio a Mosca di Mao, dal dicembre 1949 al febbraio 1950, quando il leader cinese dovette sobbarcarsi un estenuante viaggio ferroviario per l'intera tratta transiberiana senza ricevere il minimo aiuto da parte sovietica. Il leader cinese, una volta giunto a Mosca, poi, venne posto in anticamera per ore prima di essere ammesso al cospetto di Stalin. Ciononostante, fu firmato un accordo di collaborazione politico-militare.
Nel biennio 1990-1992 trapelarono in Occidente le vere cause che indussero i cinesi a intervenire in Corea e risultò l'esistenza di una vera e propria spaccatura tra il Partito Comunista Cinese e il Partito Comunista dell'Unione Sovietica destinato a pesare sui futuri rapporti. Nella fattispecie, dopo decenni di ricerche e ipotesi, trovano risposta molte delle questioni che gli studiosi consideravano irrisolte. È impossibile dedurre se la dirigenza cinese abbia preso direttamente parte alla progettazione dell'attacco di Kim Il-sung il 25 giugno 1950, che diede inizio alla guerra. Così come mai viene indicato il numero dei morti cinesi nel conflitto. Piena luce, invece, viene fatta sulle motivazioni che indussero la dirigenza cinese a intervenire fattivamente nel conflitto e al grave dissidio esploso tra cinesi e russi in merito.
Innanzitutto Stalin rifiutò categoricamente qualunque sua partecipazione alla progettazione del conflitto. Nei mesi precedenti il giugno 1950, nell'accogliere il dittatore nordcoreano Kim Il-sung a Mosca, un giorno gli disse apertamente in faccia: «Non verserò una sola goccia del sangue dei miei soldati in un'operazione che considero del tutto fallimentare. Se gli americani ti cacceranno via - come credo - a calci nei denti, gli aiuti vai ad implorarli da Mao!». Ovviamente la circostanza venne riferita al governo cinese e la cosa provocò comprensibile malumore.
Da tempo era noto come i vertici militari statunitensi ignorassero gli avvertimenti cinesi a non varcare il 38º parallelo, fattisi sempre più insistenti man mano che le truppe ONU occupavano la penisola avvicinandosi ai confini cinesi. MacArthur riteneva le truppe cinesi «troppo affaticate dalla guerra civile per poter ostacolare il piano statunitense di liberare l'intera penisola coreana». Il primo di tali avvertimenti risale addirittura alla fine di settembre 1950 e venne inviato agli americani dai cinesi, latore l'ambasciatore indiano a Pechino, Kavalam Madhava Panikkar. L'invasione, che impegnò 260 000 uomini dell'esercito cinese, ebbe un effetto devastante sulle truppe degli Stati Uniti, costrette poi alla più clamorosa ritirata della loro storia militare. MacArthur s'accorse solo a metà novembre 1950 della reale entità numerica dell'impegno cinese e del fatto che i cinesi agivano senza la direzione sovietica. L'ingresso "mascherato" e, quindi, la serie di mosse a trabocchetto attuate da Pechino nascosero l'importanza dell'avanzata fino a quando non si arrivò ai grandi assalti notturni, chiamati attacchi "ad onda umana", contro gli statunitensi.
In un telegramma datato 2 ottobre 1950 e indirizzato a Stalin, Mao chiese l'aiuto sovietico, nella fattispecie la copertura aerea per il proprio esercito e per le città cinesi di confine. Nei giorni successivi Stalin sembrò accordarlo, ma il 10 ottobre fece marcia indietro. Risultò del tutto inutile una missione segreta dell'allora primo ministro Zhou Enlai a Mosca. Il 13 ottobre Mao annunciò al premier che il Politburo aveva deciso di lanciare comunque l'offensiva in Corea. Zhou Enlai propose di posticipare l'attacco contro gli americani, in quanto la Cina aveva appena invaso il Tibet il 7 ottobre. Il leader di Pechino era giunto da solo alla decisione d'intervenire militarmente in Corea del Nord: «Se permettiamo agli Stati Uniti di occupare tutta la Corea - scrisse nel telegramma - il potere rivoluzionario nel Paese subirà una dura sconfitta e gli americani diventeranno incontenibili in Estremo Oriente».
Nel documento venne esplicitamente presa in considerazione la possibilità di bombardamenti USA sulle città cinesi in risposta all'entrata in guerra di Pechino, ma ciò venne considerato "un rischio da correre" pur di ottenere la distruzione della presenza militare statunitense nella regione. Mao non sospettava, invece, che MacArthur aveva chiesto al presidente Truman l'autorizzazione di poter replicare nientemeno che con un attacco atomico sulla Cina di fronte all'incontenibile avanzata cinese, richiesta respinta dal presidente degli Stati Uniti.

## La seconda avanzata comunista e la stabilizzazione del conflitto
L'esercito cinese guadò lo Yalu la notte del 27 ottobre, ma già dal giorno 19 interi reparti cinesi erano entrati nel territorio della Corea del Nord integrando i regolari nordcoreani. I soldati cinesi si riparavano in cunicoli sotterranei, da dove uscivano nel cuore della notte per attaccare col favore delle tenebre. I cinesi che entrarono in Corea ammontavano a 300000 uomini, sottostimati a soli 60000 dalla CIA. Nel frattempo un rigido inverno impediva l'arrivo regolare di rifornimenti di viveri ed armi alle truppe americane. Il 25 ottobre, il 13º gruppo d'armate dell'Esercito Popolare di Liberazione lanciò - a sorpresa - la sua "prima fase offensiva" sconfiggendo le truppe ONU, che non si aspettavano l'attacco proditorio. Gli statunitensi ripresero l'avanzata verso la cosiddetta "triplice frontiera", laddove s'incontrano i confini cinesi, nordcoreani e sovietici, a partire dal 24 novembre. Il contrattacco cinese si concretizzò, tra il 28 ed il 29 ottobre, in una valanga umana che si abbatté sulle linee avanzate alleate, travolgendole letteralmente. L'intervento in massa dei cinesi ("seconda fase offensiva") divenne irresistibile a partire dal 25 novembre, quando 300000 cinesi spianarono - a costo di enormi perdite umane - le prime linee statunitensi. Con una tattica "a tridente", i cinesi sfondarono al centro, ricacciando i sudcoreani da Chosan e impegnando gli statunitensi ad est della città (contro il X corpo dei Marines) e ad ovest (contro l'VIII armata).
Le posizioni divennero impossibili da mantenere già dopo pochi giorni, nonostante i bombardamenti contro le colonne cinesi e contro le installazioni militari mancesi. Grazie all'aviazione (copertura offerta dai cacciabombardieri e trasporto offerto dagli elicotteri), le truppe alleate iniziarono il ritiro dalla Corea del Nord a partire dal 3 novembre, attraversando il fiume Chongchon. Mentre le truppe sudcoreane furono fin dall'inizio in rotta, gli statunitensi resistettero a fatica e riuscirono a organizzare efficacemente la ritirata, pur abbandonando alla mercé del nemico ingenti quantitativi di materiale bellico di prim'ordine (molti soldati cinesi impiegavano ancora il vecchio moschetto Hanyang 88 del 1895, quando i nordcoreani erano armati con la carabina d'ordinanza dell'esercito imperiale tedesco e della Wehrmacht, il Mauser Karabiner 98k con otturatore a chiusura manuale risalente al 1898). In questo contesto, anche l'elicottero fa la sua comparsa in grande stile sui campi di battaglia per evacuare i feriti e le truppe assediate. La 1ª divisione dei Marines americana venne circondata ad ovest del Chosin, il bacino artificiale del fiume Changjin, sfuggendo però al sicuro annientamento per ripiegare verso la costa e raccogliersi al porto di Hŭngnam, dove venne evacuata via mare.
MacArthur fece instaurare il blocco navale ai porti cinesi e avviò contatti con Taiwan per una partecipazione dei nazionalisti cinesi al conflitto. L'8 novembre vennero bombardati i ponti sul fiume Yalu e la città di Sinŭiju. In quest'occasione si svolse la prima battaglia aerea della storia in cui operarono unicamente aerei a reazione, vinta dagli statunitensi. La ritirata dell'esercito alleato proseguì per tutto il mese di novembre e dicembre: 100000 soldati e 17500 veicoli vennero evacuati da 109 navi e da un numero imprecisato di elicotteri. Il 25 e il 26 novembre furono rispettivamente bombardati il ponte ferroviario di Manpojin e quello di Chongsongjin, ma i cinesi continuarono ad attraversare lo Yalu ghiacciato, utilizzando ove necessario ponti provvisori in legno o di barche. L'offensiva alleata del 25-26 novembre venne fermata e la controffensiva cinese proseguì come un "rullo compressore", seppur con perdite enormi. A Chosin, la I divisione dei Marine fu costretta a ritirarsi, ma combattendo duramente riuscì a sfuggire all'accerchiamento, danneggiando pesantemente le forze cinesi che li attaccavano. Tra l'1 e l'11 dicembre i reparti in ritirata dovettero esser riforniti dagli alleati con lanci aerei. Tuttavia, nonostante gravi perdite anche per le forze in ritirata, sia i Marine che le divisioni dell'esercito riuscirono a ritirarsi e tra il 10 e il 24 dicembre furono evacuate con mezzi navali dal porto di Hŭngnam e da Wŏnsan.

Fasi della guerra di Corea

Intanto il 5 dicembre i cinesi ripresero la capitale nordcoreana Pyongyang e per capodanno si attestarono sul confine del 38º parallelo. Varcato il 38º parallelo il 1º gennaio 1951, il 4 gennaio i cinesi presero la capitale sudcoreana Seul. L'avanzata cinese era però oramai lenta e scoordinata a causa della lunghezza delle linee di rifornimento, e perché la scarsa e scadente struttura logistica cinese non consentiva operazioni fulminee. Vennero arrestati solo il 15 gennaio a circa 80 km dal confine, sulla linea Suwon-Wonju-Samcheok. I cinesi erano esausti e le perdite subite erano state assai ingenti. Inoltre le linee di rifornimento erano troppo estese e soggette al bombardamento a tappeto da parte degli aerei statunitensi (a fine conflitto si contarono - e il dato peccava sicuramente per difetto - 177 000 tonnellate di bombe sganciate dagli statunitensi sui nemici). Dopo un paio di mesi di scaramucce sulla nuova linea del fronte da ambo le parti, gli alleati scatenarono una prima controffensiva tra il 25 gennaio e il 21 aprile 1951: l'aeroporto di Seul venne occupato il 10 febbraio, la città di Wonju fu presa il 28 febbraio e Seul stessa venne definitivamente presa il 14 marzo.
Era il turno dei cinesi di retrocedere in modo caotico. Il 23 marzo cadde Munsan e il 27 Yonchon. Praticamente tutta l'area tra Seul e il 38º parallelo era stata sgomberata dei cinesi. Il dominio dell'aria statunitense era netto e neppure gli aviatori sovietici inviati da Stalin sotto mentite spoglie cinesi e nordcoreane poterono incresparlo in maniera considerevole. Gli attacchi aerei si concentrarono tra la capitale nordcoreana e il confine con la Manciuria per tutto aprile: Sariwon, Hamhŭng e l'area di territorio nordcoreano alla foce dello Yalu, denominata "MiG Alley" ("viale dei MiG"). Raggiunto il 38º parallelo soltanto nella zona orientale della penisola già il 31 marzo, il 7 aprile gli alleati penetrarono nuovamente in territorio nordcoreano nel lato orientale del confine (il cosiddetto "Iron Triangle", il "triangolo di ferro", per via del numero delle cannonate che i contendenti si scambiavano). A questo punto scoppiò il "caso MacArthur", che segnerà la fine della carriera militare del generale in capo statunitense.
All'inizio del 1951 il presidente statunitense Harry S. Truman, che fino ad allora aveva appoggiato la conduzione della campagna militare da parte di Douglas MacArthur, temendo un allargamento del conflitto (MacArthur si era detto più volte favorevole all'uso delle armi nucleari contro Pechino), stanco delle critiche rivoltegli dal generale, preferì sostituirlo, l'11 aprile, con il più moderato Matthew B. Ridgway, già comandante della 82ª divisione aviotrasportata in Normandia e in quel momento comandante dell'8ª armata (dopo la morte del generale Walker in un incidente stradale nel dicembre 1950), avviando pochi mesi dopo le trattative fra le parti per una conclusione concordata del conflitto, su suggerimento dell'Unione Sovietica.
Il secondo contrattacco cinese iniziò il 22 aprile contro Taepo e Chuncheon, ma venne bloccato poco più a sud, ancora in territorio nordcoreano, a Hongchon, già dopo due giorni. Il 24 aprile, gli alleati presero Kansong, respingendo i cinesi di 80 km al di là del 38º parallelo a oriente, fino a Hwacheon, mentre a occidente i cinesi rimasero di poco al di qua del confine, presso Yonchon, stabilizzando il fronte. Tra il 22 ed il 25 aprile sulla riva del fiume Imjin, a prezzo di pesanti perdite, la 29ª brigata di fanteria del Commonwealth (britannici, sudafricani, australiani e canadesi), al comando del maggior generale Tomas Brodie, bloccò definitivamente la "quinta fase offensiva" cinese, vanificando la terza e ultima avanzata nemica su Seul. Contemporaneamente, la supremazia aerea degli alleati si fece totale. Il 23 giugno iniziarono a Kaesŏng i preliminari armistiziali e la controffensiva alleata ebbe termine l'8 luglio. Iniziò, a questo punto, una lunga ed estenuante guerra di posizione a cavallo del confine, fatta di attacchi e contrattacchi a ritmo incessante e continuo, che ricordò gli orrori della prima guerra mondiale. A ciò contribuì la tattica del generale in capo americano, nota come "tritacarne di Ridgway", che per bloccare le avanzate cinesi soleva far saturare il territorio non solo di bombe da parte dell'aviazione, ma anche da un incessante tiro di artiglieria pesante, terminato il quale, le truppe statunitensi passavano all'attacco sotto il fuoco di copertura delle mitragliatrici, con una perdita di uomini da parte del nemico facilmente immaginabile.

## Le fasi conclusive del conflitto e l'armistizio
Alla metà di giugno 1951 a Chaesong iniziarono i contatti tra le parti contrapposte per giungere alla fine dei combattimenti. Entrambi i contendenti erano esausti economicamente; le perdite di uomini e materiali erano a livello di guardia, eppure i negoziati non facevano progressi, soprattutto per il problema del rimpatrio dei prigionieri di guerra: i comunisti li rivolevano indietro tutti senza condizioni, mentre gli alleati rimanevano fermi per la libertà di scelta da parte dei catturati. Già il 10 luglio si manifestarono i primi dissidi e le trattative furono sospese il 23 agosto. L'indomani, gli alleati iniziarono a martellare il settore centrale del fronte con l'artiglieria. I comunisti costruirono tre nuovi aeroporti a Aamcham, Taechon e Namsi, subito rasi al suolo dall'aviazione alleata nel mese di ottobre. Il 12 novembre, i negoziati ripresero a Panmunjeom.
Mentre il fronte si stabilizzava, soltanto l'aviazione alleata condusse azioni tra il 28 novembre 1951 e il 30 aprile 1952. L'8 ottobre i negoziati furono nuovamente sospesi e gli alleati impiegarono l'aviazione fino al 1º novembre per "ammorbidire" i nemici. Il 5 marzo 1953 venne bombardata la città di Chongjin, prossima al confine sovietico; lo stesso giorno moriva Stalin. Il 20 aprile ripresero i negoziati, con i cinesi pronti a riconoscere il referendum di autodeterminazione tra i prigionieri di guerra. Tuttavia le forze comuniste ripresero le ostilità con l'esercito il 10 giugno conquistando Kumsong, ma vennero bloccate già il 19 giugno. A questo punto, l'aviazione alleata iniziò a bombardare le dighe nordcoreane. I negoziati di pace si conclusero il 27 luglio 1953 con la firma a Panmunjeom di un armistizio, che ristabiliva sostanzialmente la situazione preesistente, e la creazione della zona demilitarizzata coreana. La Corea fu divisa in due stati: Corea del Nord, con capitale Pyongyang, e Corea del Sud, con capitale Seul.
Cinesi e statunitensi furono soddisfatti, mentre le due Coree inizialmente non vollero riconoscere l'armistizio. Un comitato di supervisori dell'armistizio formato da osservatori appartenenti a nazioni neutrali operò fino al maggio 1956 quando, in seguito agli incontri diplomatici di Ginevra (26 aprile - 15 giugno 1954), falliti per l'inflessibilità dei nordcoreani, non si arrivò ad un trattato di pace. Da allora, gli statunitensi mantengono 40 000 soldati e arsenali nucleari in Corea del Sud e questo costituisce il più lungo armistizio della storia. Il 25 maggio 2009, a seguito delle rinnovate tensioni fra le due Coree, la Corea del Nord si è unilateralmente ritirata dall'armistizio.
Il 27 aprile 2018 a Panmunjeom, quasi 65 anni dopo l'armistizio e a seguito dell'ottenimento della bomba atomica da parte della Corea del Nord, i due capi di Stato Kim Jong-un e Moon Jae-in in occasione delle olimpiadi invernali di Pyeongchang aprono i negoziati per un trattato di pace per porre ufficialmente fine alla guerra, ponendo come "obiettivo congiunto" una "completa denuclearizzazione" della penisola.

## La condizione dei prigionieri e gli eventi collaterali della guerra

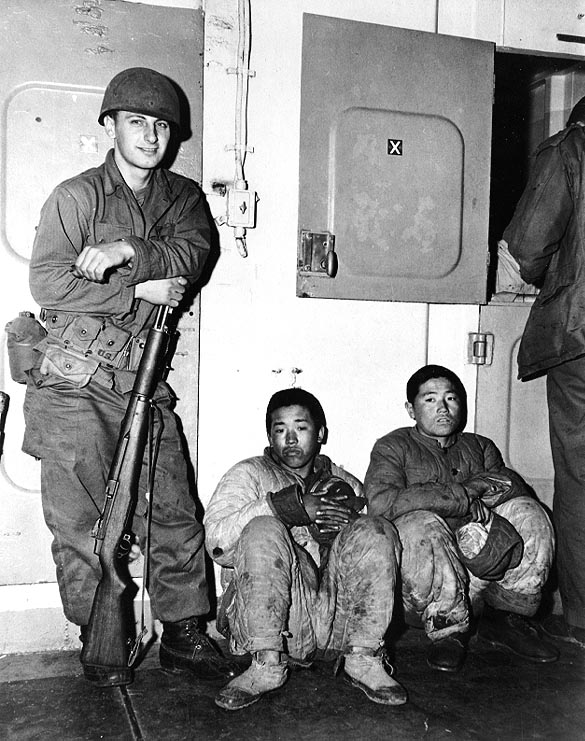
Un marine statunitense fa la guardia ai prigionieri di guerra nordcoreani nel 1951

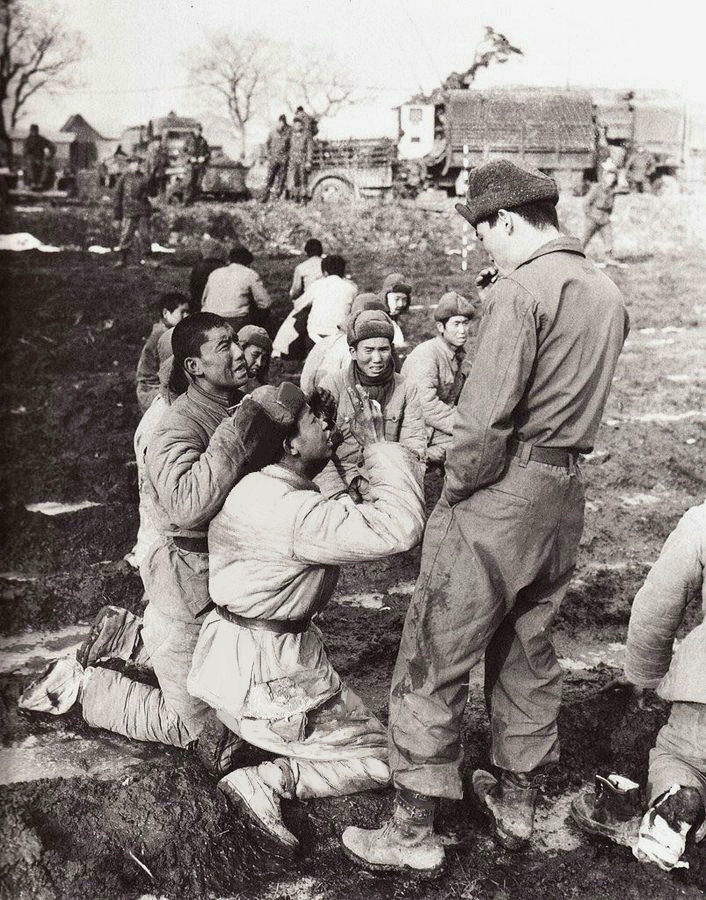
Prigioniero di guerra cinese catturato dalle truppe sudcoreane nel 1951

Il bilancio della guerra può essere riassunto in questo modo:
- I nordcoreani persero una certa estensione del territorio di loro pertinenza al termine del conflitto, in quanto la linea del fronte divenne il nuovo confine di stato. Solo un esiguo tratto venne recuperato il mese precedente la firma dell'armistizio. Anche i sudcoreani persero una piccola parte del loro territorio originale, unitamente alla città di Kaesŏng.
- Nessuno dei due contendenti riuscì a unificare il paese eliminando la presenza dell'altro contendente.
- Le perdite militari - in termini umani - dei comunisti furono almeno il triplo di quelle alleate.
- Nei giorni immediatamente successivi all'attacco nordcoreano, il governo sudcoreano procedette all'esecuzione sommaria di un numero compreso tra 60000 e 200000 di simpatizzanti comunisti, detenuti già prima della guerra in carcere o in campi di rieducazione.
- Il prestigio dell'URSS venne notevolmente intaccato per non esser scesa in campo a favore dei suoi alleati. Viceversa, il prestigio cinese si affermò notevolmente. Il 10 maggio 1950 il leader nordcoreano aveva preavvertito sia Stalin che Mao. Alla fine di luglio, mentre l'offensiva nordcoreana sembrava avviata alla vittoria, Mao riunì il suo staff per illustrare che le linee di rifornimento nordcoreane erano pericolosamente allungate, mentre il 4 agosto disse che si sarebbe intervenuti in aiuto ai nordcoreani anche a costo d'una rappresaglia nucleare statunitense.
- La guerra servì ai dirigenti cinesi per occupare il Tibet il 7 ottobre 1950, senza reazioni da parte delle Nazioni Unite, e anche per rafforzare il controllo interno.
- I comunisti denunciarono l'utilizzo da parte degli statunitensi di gas nervino. Nessuna prova è stata portata in favore dell'accusa, mentre gli statunitensi hanno smentito categoricamente.
- Anche le accuse di alcuni prigionieri alleati detenuti nel campo di Byek Dong non furono provate circa sevizie, torture e maltrattamenti.
- A parte l'allontanamento del generale MacArthur nel corso della guerra, anche il suo successore, Ridgway, non continuò a lungo la carriera militare, ritirandosi nel 1955. Il comandante in capo cinese, Peng Dehuai, invece, cadde in disgrazia, per le sue critiche nei confronti del leader cinese, nel 1959 (nel 1966 venne epurato e morì in carcere durante la rivoluzione culturale nel 1974 per carenza intenzionale di cure mediche e quindi sepolto sotto falso nome; fu riabilitato dopo la morte di Mao nel 1978).
- Nel corso della guerra morì anche uno dei figli di Mao Zedong: trattasi del prediletto Mao Anying (1922-1950), suo successore designato. Il 24 novembre 1950, il quartier generale cinese in territorio nordcoreano subì un attacco aereo statunitense. Il generale in capo e altri collaboratori riuscirono a salvarsi nascondendosi in una miniera abbandonata, ma il figlio di Mao e un commilitone non fecero in tempo a lasciare la baracca, che venne centrata dalle bombe incendiarie: morirono entrambi e per Mao fu un colpo dolorosissimo. Il figlio del leader cinese venne sepolto sul campo di battaglia.
- I prigionieri vennero in gran parte rimpatriati, eccezion fatta per alcuni di essi, da ambo le parti. Più di 14000 cinesi e 7500 nordcoreani scelsero di non essere riportati in patria (si trasferirono in varie località degli Stati Uniti, della Corea del Sud, di Hong Kong e di Singapore). Analogamente, 325 sudcoreani, 21 statunitensi e 1 britannico optarono per il blocco comunista, scegliendo di andare ad abitare in Cina, dove vari di loro si sposarono con donne cinesi. Dei 21 statunitensi, 16 fecero ritorno negli Stati Uniti tra la seconda metà degli anni '50 e la fine degli anni '60: le autorità militari posero alcuni di loro sotto processo per diserzione, ma la corte suprema sentenziò che, poiché tutti erano stati congedati con disonore all'atto della loro scelta di non essere rimpatriati, non si trovavano più sotto la giurisdizione delle forze armate[43]. Il britannico Andrew Condron fece ritorno nel Regno Unito nel 1960, dove fu congedato con onore[44].
- Durante il conflitto un milione di cittadini nordcoreani emigrò in Corea del Sud, al seguito delle truppe ONU durante il ripiegamento nell'inverno 1950-1951.[45]
- Nel maggio del 1975 il dittatore nordcoreano Kim Il-sung si recò a Pechino a chiedere l'aiuto militare della Cina in vista d'una ripresa eventuale delle ostilità, motivando il tutto nell'ottica della sconfitta statunitense al termine della guerra del Vietnam. Mao Zedong e Zhou Enlai rifiutarono categoricamente ogni coinvolgimento del loro paese in un nuovo sanguinoso conflitto[46].

## Conseguenze
La guerra di Corea spinse gli Stati Uniti a intensificare la propria azione ostile verso i paesi comunisti. Nel 1951 fu firmato il trattato di pace con il Giappone e fu stipulato il Patto di sicurezza nel Pacifico con Australia e Nuova Zelanda, mentre in Europa si iniziò il riarmo della Germania Ovest e furono concessi aiuti economici alla Spagna franchista e alla Jugoslavia, in rotta con l'URSS.

## Il costo della guerra
Nella guerra di Corea prestarono servizio 1 319 000 statunitensi, 74 806 di essi non fecero ritorno: 33 686 morirono in battaglia o per ferite, 2 830 per cause non belliche e 17 730 fuori dal teatro di battaglia, 8 176 MIA e 12 384 ausiliari sanitari, corpi speciali ecc. altri 105 785 rimasero feriti: 92 134 combattenti e 13 651 tra ausiliari, sanitari, unità speciali ecc. L'esercito sudcoreano patì 415 000 morti e 429 000 feriti, in gran parte partigiani o irregolari. Il Commonwealth (Regno Unito, Canada, Sudafrica, Australia e Nuova Zelanda) ebbe 2 372 morti e 4 916 feriti. Belgio, Colombia, Etiopia, Filippine, Francia, Grecia, Paesi Bassi, Thailandia e Turchia ebbero complessivamente 1 800 morti e 7 000 feriti; metà di questi furono turchi.
Secondo le stime ufficiali le perdite cinesi furono di 110 400 morti in azione, 3 600 ausiliari e sanitari, 21 600 morti per ferite, 13 000 morti per cause non relative al combattimento (generalmente in seguito ai bombardamenti statunitensi), 25 600 dispersi e prigionieri e 260 000 feriti (militari, a cui si sommano almeno 120 000 feriti tra gli ausiliari e i sanitari). Si calcola che almeno 250 000 siano gli irregolari e i partigiani cinesi uccisi. I morti militari nordcoreani furono probabilmente tra i 200 000 e i 400 000.
Morirono 1 500 000 civili, di cui un milione nordcoreani e 500 000 sudcoreani.